# Оук-Ридж (округ Кауфман, Техас)
Оук-Ридж (англ. Oak Ridge) — місто (англ. town) в США, в окрузі Кофман штату Техас. Населення — 771 особа (2020).

## Географія
Оук-Ридж розташований за координатами 32°37′23″ пн. ш. 96°14′58″ зх. д. / 32.62306° пн. ш. 96.24944° зх. д. (32.623134, -96.249453).  За даними Бюро перепису населення США в 2010 році місто мало площу 9,78 км², з яких 9,65 км² — суходіл та 0,13 км² — водойми. В 2017 році площа становила 8,06 км², з яких 7,99 км² — суходіл та 0,07 км² — водойми.

## Демографія
Згідно з переписом 2010 року, у селищі мешкало 495 осіб у 177 домогосподарствах у складі 142 родин. Густота населення становила 51 особа/км².  Було 190 помешкань (19/км²).
Расовий склад населення:
| - 83,0 % — білих - 10,9 % — чорних або афроамериканців - 1,2 % — корінних американців - 3,8 % — осіб інших рас |

До двох чи більше рас належало 1,0 %. Частка іспаномовних становила 8,1 % від усіх жителів.
За віковим діапазоном населення розподілялося таким чином: 24,8 % — особи молодші 18 років, 59,4 % — особи у віці 18—64 років, 15,8 % — особи у віці 65 років та старші. Медіана віку мешканця становила 38,9 року. На 100 осіб жіночої статі у селищі припадало 102,9 чоловіків;  на 100 жінок у віці від 18 років та старших — 96,8 чоловіків також старших 18 років.
Середній дохід на одне домашнє господарство  становив 69 090 доларів США (медіана — 65 781), а середній дохід на одну сім'ю — 80 170 доларів (медіана — 75 625). За межею бідності перебувало 3,3 % осіб, у тому числі 0,0 % дітей у віці до 18 років та 6,3 % осіб у віці 65 років та старших.
Цивільне працевлаштоване населення становило 218 осіб. Основні галузі зайнятості: освіта, охорона здоров'я та соціальна допомога — 22,9 %, роздрібна торгівля — 20,2 %, виробництво — 11,5 %, будівництво — 11,0 %.